# Takashi Yokoyama
Takashi Yokoyama, född 24 december 1913 i Kochi, död 1945, var en japansk simmare.
Yokoyama blev olympisk guldmedaljör på 4 x 200 meter frisim vid sommarspelen 1932 i Los Angeles.